# Gubernator
Gubernator (auch ‚Statthalter‘, ‚Landeshauptmann‘) war die Bezeichnung für den obersten Repräsentanten einer größeren Verwaltungseinheit in verschiedenen Ländern Nord-, Mittel- und Osteuropas. Der Gubernator hatte vor allem verwaltungsorganisatorische Funktionen und wenige eigene Machtbefugnisse.

## Herkunft und Bedeutung
Diese Bezeichnung kommt aus dem Lateinischen. Sie ist ein griechisches Lehnwort und abgeleitet von ο κυβερνήτηϛ (Kubernétes), dem ‚Steuermann‘ eines Schiffes, später auch im übertragenen politischen Sinne für ‚Statthalter‘ verwendet. Bereits bei den Römern gab es diesen Ausdruck als politisches Amt.
Das Heilige Römische Reich kannte zur Zeit der Staufer den sogenannten Reichsgubernator. Der Letzte, der dieses Amt ausübte, war Otto II. der Erlauchte, Herzog von Bayern und Pfalzgraf bei Rhein. Er starb 1253. Die Bezeichnung geriet nach dem Ende der staufischen Herrschaft außer Gebrauch. 
Das französische Wort Gouverneur bzw. englisch Governor sind Ableitungen des lateinischen Begriffes.

## In Polnisch-Preußen
Im westlichen Preußen („Preußen königlichen Anteils“) wurde 1454 nach dessen Unterstellung unter den polnischen König das Amt des Gubernators (‚Statthalters‘) geschaffen, als einen durch die preußischen Stände selbsterwählten obersten Repräsentanten. Der Gubernator versah z. B. wichtige Dokumente mit seinem Privatsiegel. Für Staatsangelegenheiten wurde sein Privatsiegel durch ein Amtssiegel (Sigillum publicum) ersetzt.
Erster Gubernator war Hans von Baysen. Er wurde vereinbarungsgemäß am 9. März 1454 vom polnischen König ernannt. 
Nachdem er im Jahre 1459 gestorben war, übernahm sein Bruder Stibor von Baysen das Amt. Das Gubernatorenamt wurde bereits 1466 durch Bestimmungen des Zweiten Friedens von Thorn auf Westpreußen beschränkt. Schließlich wurde das weitgehend autonome Amt im Jahre 1467 durch königlichen Erlass abgeschafft, wogegen die preußischen Stände erfolglos Protest einlegten und Stibor von Baysen weiterhin als Preußischer Gubernator bezeichnet wurde.
1472 schuf der König als Ausgleich das Amt eines ‚Generalhauptmanns‘ (capitanus generalis), der etwa dem Generalstarosten in Groß- und Kleinpolen entsprach, aber auch diese Funktionsbezeichnung wurde von Baysen und den Ständen nicht akzeptiert.
Erst 1480 nach Stibor von Baysens Tod wurde das Amt offiziell abgeschafft und durch den ‚Hauptmann‘ ersetzt.

## Königreich Schweden
Spätestens seit dem 16. Jahrhundert gab es in Schweden das Amt des Gubernators (Provinciae) (schwedisch Landshösding) als Landeshauptmann einer Provinz, zum Beispiel Finnland.

## Königreich Ungarn
In Ungarn gab es seit 1690 einen Gubernator für Siebenbürger, als Statthalter dieses bis dahin selbstständigen Fürstentums.

## Kaiserreich Russland
Zar Peter I. schuf 1708 die ersten acht Gubernien, denen ein Gubernator vorstand. Nach Änderungen durch Katharina II. blieb die Einteilung in Gubernien bis 1917 bestehen und wurde 1992 wieder neu geschaffen.

## In der Donaumonarchie
Von 1763 bis 1848 war das Herrschaftsgebiet der Habsburgermonarchie in Gubernien aufgeteilt. Der Statthalter einer jeden Provinz war der sogenannte Gubernator. Er stand der Provinzialregierung, dem Gubernium, vor.